# Romulus Rusan
 (octobre 2022).
 (octobre 2022).
La mise en forme du texte ne suit pas les recommandations de Wikipédia : il faut le « wikifier ».
Les points d'amélioration suivants sont les cas les plus fréquents. Le détail des points à revoir est peut-être précisé sur la page de discussion.
- Les titres sont pré-formatés par le logiciel. Ils ne sont ni en capitales, ni en gras.
- Le texte ne doit pas être écrit en capitales (les noms de famille non plus), ni en gras, ni en italique, ni en « petit »…
- Le gras n'est utilisé que pour surligner le titre de l'article dans l'introduction, une seule fois.
- L'italique est rarement utilisé : mots en langue étrangère, titres d'œuvres, noms de bateaux, etc.
- Les citations ne sont pas en italique mais en corps de texte normal. Elles sont entourées par des guillemets français : « et ».
- Les listes à puces sont à éviter, des paragraphes rédigés étant largement préférés. Les tableaux sont à réserver à la présentation de données structurées (résultats, etc.).
- Les appels de note de bas de page (petits chiffres en exposant, introduits par l'outil «  Source ») sont à placer entre la fin de phrase et le point final[comme ça].
- Les liens internes (vers d'autres articles de Wikipédia) sont à choisir avec parcimonie. Créez des liens vers des articles approfondissant le sujet. Les termes génériques sans rapport avec le sujet sont à éviter, ainsi que les répétitions de liens vers un même terme.
- Les liens externes sont à placer uniquement dans une section « Liens externes », à la fin de l'article. Ces liens sont à choisir avec parcimonie suivant les règles définies. Si un lien sert de source à l'article, son insertion dans le texte est à faire par les notes de bas de page.
- La présentation des références doit suivre les conventions bibliographiques. Il est recommandé d'utiliser les modèles {{Ouvrage}}, {{Chapitre}}, {{Article}}, {{Lien web}} et/ou {{Bibliographie}}. Le mode d'édition visuel peut mettre en forme automatiquement les références.
- Insérer une infobox (cadre d'informations à droite) n'est pas obligatoire pour parachever la mise en page.

Pour une aide détaillée, merci de consulter Aide:Wikification.
Si vous pensez que ces points ont été résolus, vous pouvez retirer ce bandeau et améliorer la mise en forme d'un autre article.
Romulus Rusan (né le 13 mars 1935 à Alba Iulia et décédé le 8 décembre 2016 à Bucarest) est un écrivain roumain, fondateur de l'organisation non gouvernementale Fondation de l'Alliance Civique. Membre fondateur du Mémorial des victimes du communisme et de la résistance, il a dirigé le Centre international pour l'étude du communisme. Il était marié à l'écrivaine Ana Blandiana.

## Biographie
Romulus Rusan était le fils de Romulus Rusan, fonctionnaire, et de Silvia (née Dobrotă). Il a fréquenté l'école primaire puis le lycée d'Alba Iulia jusqu'au baccalauréat, en 1952, puis a effectué des études supérieures à l'Institut polytechnique de Cluj-Napoca. Il a débuté dans le magazine Steaua (1954) en tant que critique littéraire, et a par la suite collaboré à Tribuna, Steaua, Cinema, ainsi qu'à Luceafărul et Romania literară où il eut des chroniques permanentes de critique cinématographique, certaines d'entre elles étant rassemblées dans les volumes "Au commencement il n'y avait pas de mot" (1977) et "Art sans muse" (1980). Il a publié 16 livres de nouvelles, récits de voyage, essais, interviews.
Dans le documentaire sur le tremblement de terre de 1977 intitulé "Au-dessus de tout", réalisé par Dan Pița et Nicolae Mărgineanu, la première partie comprend des fragments d'entretiens réalisés à l'hôpital avec certains survivants, d'âges et de catégories sociales différentes. Parmi eux se trouve l'écrivain Romulus Rusan, qui raconte avec lucidité son expérience la nuit du tremblement de terre.
Parmi les entretiens qu'il a menés avec de grandes personnalités de la culture roumaine contemporaine (en partie en collaboration avec la poétesse Ana Blandiana, son épouse), on peut citer : « Conversations subjectives » (1971), « Une discussion à la Table du Silence et autres conversations subjectives » (1976). Son talent narratif transparaît dans le volume "America ogarului cenusiu" (1977, éd. II, révisé et actualisé, 1979), mémorial et essai sur la réalité du Nouveau Monde ; ainsi qu'à travers la courte prose de "Roua si bruma" (1982), dans une formule épique moderne.
Il a été membre fondateur de l'Alliance civique, chef du Bureau de presse (1990-2001), vice-président (1996-2000). Fondateur (avec la poétesse Ana Blandiana) du Mémorial de Sighet et du programme d'histoire orale, organisateur des symposiums internationaux qui ont lieu chaque année à Sighet et éditeur de certaines collections de communications, documents et études au sein du Mémorial.
Il a été directeur scientifique du Centre international d'études sur le communisme au sein du Mémorial des victimes du communisme et de la résistance, un organisme gouvernemental qui étudie, documente et soutient la sensibilisation du public à l'histoire du communisme en Roumanie à travers des projets de recherche, d'éducation, d'édition et de musée.
Romulus Rusan a été le coordinateur des livres "En finir avec le passé noir !", ainsi que de sa version française ("Du passé faire table rase"), lancé le 20 novembre 2010, lors de la 17e édition de la Foire Gaudeamus International — Cahier de texte. Il a dit que les deux volumes (roumain et français) représentaient "une revue éphémère mais essentielle" des 45 ans de communisme en Roumanie.
En 2012, avec sa femme, Ana Blandiana, il publie "L'école de la mémoire". Il a coordonné l'ouvrage "Le Livre des morts", publié en 2013 sous les auspices de l'Académie civique à l'occasion du 20e anniversaire du Mémorial des victimes du communisme et de la Résistance à Sighet. Le livre est un dictionnaire de tous ceux qui sont morts dans les prisons, les camps de travail, les déportations et les lieux de résidence forcée, dont plus de 20 000 victimes du communisme.

## Livres publiés
(octobre 2022).
- La rivière cachée, 1963
- Express 65, 1965
- Conversations subjectives, en collaboration avec Ana Blandiana, 1971
- Une discussion à la table du silence et autres conversations subjectives, en collaboration avec Ana Blandiana, Eminescu Publishing House 1976
- America ogarului cenusiu, Maison d'édition Cartea Româneasca, Bucarest, 1977
- Au commencement il n'y avait pas de mot, Maison d'édition Meridiane, 1977
- Art sans muse . Maison d'édition Dacia, Cluj-Napoca, 1980
- Dew and mist, Maison d'édition roumaine du livre, Bucarest, 1982
- Cas provisoires, Maison d'édition Româneasca, Bucarest, 1983
- Filmar, Maison d'édition Eminescu, 1984
- Un voyage en mer intérieure, 3 vol., Maison d'édition Cartea Româneasca, Bucarest, 1986
- Exercices de mémoire, Civic Academy Foundation, 1999
- Permis piéton, Maison d'édition Cartea Româneasca, Bucarest, 2000
- Histoire, mémoire, mémorial ou comment construire un miracle, Civic Academy Foundation, 2017

## Livres d'histoire récents (Ed. Civic Academy Foundation)
(octobre 2022).
- Chronologie et géographie de la répression communiste en Roumanie - Recensement de la population concentrationnaire (1945-1989), 2007
- La Roumanie pendant la guerre froide (coord.), 2008
- Finir avec le sombre passé (coord.), 2010
- Morts sans tombes à Bărăgan (coord.), 2011
- Livre des morts (coord.), 2013

## Collection des annales de Sighet
(octobre 2022).
- N° 1: "La mémoire comme forme de justice", éditeur Romulus Rusan, 360 p., 1994
- N° 2 : « L'instauration du communisme - entre résistance et répression », éd. RR, 530 p., 1995
- N° 3 : « L'année 1946 - Le début de la fin », éd. RR, 588 p., 1996
- N° 4 : « L'année 1946 - Lettres et autres textes », éd. RR, 292 p., 1997
- N° 5: "L'année 1947 - la chute du rideau - Documents présentés au Symposium Sighetu Marmatiei (20-22 juin 1997)", éditeur R. R, 832 p., 1997
- N° 6 : « L'année 1948 - l'institutionnalisation du communisme », éd. RR, 924 p., 1998
- N° 7 : "1949-1953 - Mécanismes de la terreur - Communications présentées au 7e Symposium commémoratif Sighetu Marmatiei (2-4 juillet 1999)", éd. RR, 942 p., 1999
- N° 8 : « 1954-1960 - Les flux et reflux du stalinisme », éd. RR, 1006 p., 2000
- N° 9 : "1961-1972 - Les pays d'Europe de l'Est, entre espoirs de réforme et réalité de stagnation - Communications présentées au Sighet Memorial Symposium (13-15 juillet 2001)", éd. RR, 870 p., 2001
- N° 10 : « Les années 1973-1989 - Chronique d'une fin du système », éd. RR, 1040 p., 2003

## Collection de la bibliothèque de Sighet
(octobre 2022).
- N° 1 : Gheorghe Onișoru, "Alliances et affrontements entre partis politiques en Roumanie - 1944-1947", éditeur et préface Romulus Rusan, 296 p., 1996
- N° 2 : Reuben H. Markham, « La Roumanie sous le joug soviétique », éditeur et postface Romulus Rusan, trans. George Achim et al, 460 p., 1996
- N° 3 : Dan M. Brătianu, "Témoin d'un pays enchaîné", éd. RR, 124 p., 1996
- N° 4: "Une énigme qui tourne sept ans", modérateur, coordinateur et éditeur Romulus Rusan, 288 p., 1997
- N° 5 : Marius Lupu, Cornel Nicoară et Gheorghe Onișoru, "A l'unanimité des votes", éd. RR, 396 p., 1997
- N° 6: Maria G. Brătianu, "Gheorghe I. Brătianu - l'énigme de sa mort", éditeur Romulus Rusan, trans. Antonia Constantinescu, étude Șerban Papacostea, addenda Ion C. (Oni) Brătianu, 162 p., 1997
- N° 7 : Dennis Deletant, « La Roumanie sous le régime communiste », éditeur Romulus Rusan, trad. Delia Razdolescu, 272 p., 1997
- N° 8 : Gheorghe Onișoru, "La Roumanie dans les années 1944 - 1948. Transformations économiques et réalités sociales", éditeur Romulus Rusan, préface de Dumitru Şandru, 200 p., 1998
- N° 9: Alexandru Rațiu, Gheorghe Pătrașcu, Gheorghe Andreica, Nuțu Roșca, Andrea Dobeș, Ioan Ciupea, Claudiu Secașiu, "Sighet Prison Memory", coordinateur et éditeur Romulus Rusan, 268 p., 1999
- N° 10 : "Exercices de mémoire" (dans la série adolescente), éditeur Romulus Rusan, postface d'Ana Blandiana, 289 p., 1999
- N° 11: Ilie Lazăr, "Memories", éditeur Romulus Rusan, préface Doru Radosav, 161 p., 2000
- N° 12 : Ion Bălan, « L'univers concentrationnaire de Roumanie dans les années 1945-1964 », éd. RR, 306 p., 2000
- N° 13 : Nicoleta Franck, « De Iasi à Genève, de Bahlui au Léman. Souvenirs", éd. RR, 177 p., 2000
- N° 14 : Thierry Wolton, « Rouge. Marron. Le mal du siècle", éditeur Romulus Rusan, préface de Stéphane Courtois, trad. Micaela Slavescu, 410 p., 2001
- N° 15 : "Exercices d'espérance" (série pour adolescents), éditeur Romulus Rusan, postface d'Ana Blandiana, 289 p., 2001
- N° 16 : "D'où vient l'extrémisme ?" (dans la série adolescente), éditeur Romulus Rusan, postface d'Ana Blandiana, 260 p., 2001
- N° 17 : "Comment je voudrais que ma famille soit" (dans la série adolescente), éditeur Romulus Rusan, postface d'Ana Blandiana, 248 p., 2001
- N° 18: Alexandru Rațiu, Gheorghe Pătrașcu, Gheorghe Andreica, Ioan Dunca, Nuțu Roșca, Andrea Dobeș, Ioan Ciupea, Claudiu Secașiu "Memory of Sighet Prison" (2e édition révisée et ajoutée), coordinateur et éditeur Romulus Rusan, 352 p., 2003
- N° 19 : Sergiu Grossu, « Au fond des abysses », éditeur Romulus Rusan, trad. Mioara Izverna, 208 p., 2004

## Collection d'histoire orale
(octobre 2022).
- N° 1 : "Bukovski at Sighet", éditeur et préface Romulus Rusan, interviews d'Armand Goșu et Anatol Petrencu, trans. Cristina Connolly, 224 p., 2002 ; deuxième édition, 2013
- N° 2 : « L'école de la mémoire. Sight 2002", éd. RR, 382 p., 2002
- N° 5 : "Un jour d'automne, il était une fois... (15 novembre 1987, Brașov)", modérateur de la table ronde et éditeur Romulus Rusan, 136 p., 2004
- N° 6 : « École de la mémoire 2004 - Conférences et débats de la 7e édition de l'École d'été de Sighet (5-13 juillet 2004) », éd. RR, 654 p., 2005
- N° 7 : « Ceux qui ont dit NON. Opposants et dissidents des années 70-80", modérateur de la table ronde et éditeur Romulus Rusan, 232 p., 2005
- N° 8 : « École de la mémoire 2005 », éd. RR, 527 p., 2006
- N° 9 : « École de la mémoire 2006 », éd. RR, 600 p., 2007
- N° 10 : Aristina Pop-Săileanu, " Vive les partisans jusqu'à l'arrivée des Américains ! " Histoires des montagnes, de la prison et de la liberté », interview de Liana Petrescu, dispositif post-documentaire et critique Virginia Ion, préface de Romulus Rusan, 192 p., 2008
- N° 11 : « École de la mémoire 2007 - Conférences et débats de la 10e édition de l'École d'été de Sighet (9-16 juillet 2007) », éd. RR, 656 p., 2008
- N° 14 : « École de la mémoire 2008 », éd. RR, 502 p., 2009
- N° 15 : Constantin Ionașcu, "Les horreurs et les charmes de la détention" - Une conversation avec Traian Călin Uba, éditeur Romulus Rusan, 270 p., 2010
- N° 17 : Florea Olteanu, « Un procureur mal à l'aise », interview de Georgeta Pop suivie d'une discussion entre Florea Olteanu et Cicerone Ionițoiu animée par Romulus Rusan, 144 p., 2011
- N° 19 : « Un jour d'automne, il était une fois... (15 novembre 1987 Brașov) », 2e édition, révisée et ajoutée, préface de Romulus Rusan. Table ronde animée par Romulus Rusan. Entretiens par Andreea Cârstea et Corina Cimpoieru, 275 p., 2012
- N° 20 : Nistor Man, « Les saints que nous avons rencontrés » - Une conversation avec Traian Călin Uba, éd. RR, 213 p., 2012
- N° 21 : "Alexandru Zub la Sighet", éditeurs : Ioana Boca et Andrea Dobeș, introduction de Romulus Rusan, 404 pp. avec illustrations, 2012
- N° 26 : « Dennis Deletant la Sighet », éditeur et préface Romulus Rusan, 376 p., 2014
- N° 27 : Miltiade Ionescu, « Détention totale », interviews de : Mihaela Udrescu, Silica Tănase, sélection de textes : Traian Călin Uba, coordination et préface : Romulus Rusan, interview vidéo de Cristi Puiu, 206 p. (DVD inclus), 2014
- N° 29 : Daniel Popa, "L'histoire de la famille Motrescu de Vicovu de Jos", éditeur et préface Romulus Rusan, note sur l'édition : Mihaela Udrescu, post-documentation, appareil critique : Andreea Cârstea, 480 p.. (avec 26 inédits documents et 13 photographies), 2015 (série "Requiem pour le paysan roumain")
- N° 30 : Gavril Vatamaniuc, "J'étais un homme libre." Conversations avec Liana Petrescu", éditeur Romulus Rusan, post-documentaire, appareil critique Virginia Ion, préface Liana Petrescu, éditrice Simona Popescu, 240 p., 2016 (série "Requiem pour le paysan roumain")
- N° 33 : Daniel Popa, Terre de tous, No man's land. Témoignages sur la collectivisation d'Alba, Mureș et Hunedoara, éditeur Traian Călin Uba, préface de Romulus Rusan, 288 p., 2016 (série "Requiem pour le paysan roumain")

## Collection L'heure de l'histoire
(octobre 2022).
- N° 1 : Romulus Rusan, "Chronologie et géographie de la répression communiste en Roumanie - Recensement de la population des camps de concentration (1945-1989)", 2007
- N° 2 : Dr. Nicu Ioniță, « Le psychotraumatisme en détention et ses conséquences », préface de Romulus Rusan, post-documentaire Andreea Cârstea, 144 p., 2008
- N° 3 : Romulus Rusan (coord.), "La Roumanie pendant la guerre froide. Brève chronologie des événements, des institutions et des mentalités (1945-1989)", 144 p., 2008
- N° 4 : Stéphane Courtois, « L'angle mort de la mémoire européenne. 23 août 1939 : l'alliance soviéto-nazie", éditeur Romulus Rusan, 136 p., 2009 (en roumain - trans. Denisa Oprea – également en français),
- N° 5 : Thierry Wolton, « De Gaulle et Moscou », 111 p., éditeur Romulus Rusan, trad. Denisa Oprea, 2010
- N° 6 : Romulus Rusan (coord.), collaborateurs : Dennis Deletant, Ștefan Marițiu, Gheorghe Onișoru, Marius Oprea, Radu Portocală et Stelian Tănase, "En finir avec le passé noir ! Le système répressif communiste en Roumanie", préface de Stéphane Courtois, 159 p., 2010 (respectivement en roumain et en français - trans. Micaela Slăvescu et Radu Portocală)
- N° 7 : Romulus Rusan (coord.), "Morts sans tombes à Bărăgan", collaboration : Ioana Boca, Virginia Ion, Andreea Cârstea, Angela Bilcea,, 182 p., 2011
- N° 8 : Romulus Rusan, Une discussion à la Table du Silence. Brancusi Viu, édition révisée et ajoutée (2016)

## Collection d'intervalle
(octobre 2022).
- N° 1: Elena Spijavca, "Travaux et jours à Bărăgan", éditeur et Argument, 160 p., première édition 2004, deuxième édition 2011
- N° 3 : Vasile Gh. Baghiu, "Prisonnier en URSS", 2e édition, éditeur et préface Romulus Rusan, postface Vasile Baghiu, 117 p., 2012
- N° 4 : Hans Bergel, « Une vie de musicien : Erich Bergel », éditeur et préface Romulus Rusan, éditeur Lucica Albinescu, 143 pp. et annexes, 2013

## Collection Commémorations
(octobre 2022).
- Maria G. Brătianu, "Gheorghe I. Brătianu, l'énigme de sa mort", éditeur Romulus Rusan, coordinateur Ioana Boca, 112 p., 2003

## Traductions
- Le volume "Chronologie et géographie de la répression communiste. Recensement de la population de concentration" a été publié :

- en français : "Chronologie et géographie de la répression communiste en Roumanie. Le recensement de la population concentrationnaire. 1945-1989", trad. Mioara Izverna (Fondation de l'Académie civique, 2007) ; 
- en anglais : « The Chronology and the Geography of the Repression in Communist Romania. Census of the Concentration Camp Population 1945-1989", trans. Alistair Ian Blyth (Fondation de l'Académie civique, 2007) ; 
- en allemand, en collaboration avec l'Institut für deutsche Kultur und Geschichte Südosteuropas, Munich : "Chronologie und Geografie der kommunistischen Unterdrückung in Rumänien. Zählung der zwangsinternierten Bevőlkerung 1945-1989 », traduction et adaptation : Hans Bergel (Civic Academy Foundation, 2008).
- Le volume "La Roumanie pendant la guerre froide" (Fundația Academia Civică, 2008) a été traduit :

- en anglais : "Romania during the Cold War. A Short Chronology of Events, Institutions and Mentalities 1945-1989", trad. Alistair Ian Blyth (Fondation de l'Académie civique, 2008) ; 
- en français : « La Roumanie pendant la Guerre Froide. Brève chronologie des événements, des institutions et des mœurs 1945-1989", trad. Denisa Oprea, (Fondation de l'Académie civique, 2009).
- Avenant (coord. Romulus Rusan) à Stéphane Courtois "Le Livre noir du communisme" (Editura Academia Civică - Editura Humanitas, 1998) a été traduit :

- en français dans le volume « Du passé faisons table rase » (Robert Laffont, 2002) ;
- en allemand, dans « Das Schwarzbuch des Kommunismus – Das schwere Erbe der Ideologie » (Piper Verlag, 2004) ; 
- en italien, dans "Il libro nero del comunismo europeo" (Oscar Mondadori, 2006).

## Récompenses et honneurs
- Prix UNESCO pour la tolérance interethnique et interconfessionnelle "Corneliu Coposu" (nov. 2000) pour l'édition de la collection "Anale Sighet"
- Prix "Adrian Marino" du Salon "Gaudeamus" pour l'édition du livre "Exercices de mémoire" (mars 2000)
- Prix de l'Union des écrivains pour la prose en 1964 et 1982

## Décorations
- Mérite Culturel Cl. 4e[2]
- Ordre national du mérite au rang de Chevalier (1er décembre 2000) "pour des réalisations artistiques exceptionnelles et pour la promotion de la culture, à l'occasion de la fête nationale de la Roumanie" [3]